# 呼喊派
呼喊派是1982年2月浙江省东阳、义乌事件发生后，中华人民共和国政府和华人基督教界针对中国大陸境内一些以呼喊作为宗教仪式的宗教团体的称谓。这称谓为中华人民共和国对国内一个不属于三自爱国委员会（以下简称“三自会”）的基督徒团体所设的标签。
该团体定义不明，先是在1982年2月浙江省东阳、义乌事件发生后，被定为一个经由海外宗教渗透活动而产生的“反革命集团”，后又被政府明列改革开放以来首个“邪教组织”，并在1983年和1995年两度成为公安局大规模取缔的对象。从1983年开始，中国政府与三自会相关刊物称当时早已移居海外的华人基督教师李常受为“呼喊派”头目，指控李煽动信徒在中国社会內制造暴乱。然而“呼喊派”这词实际上常被人广泛套用在公开扬声祷告、不肯向三自会登记、不与之合作、在三自会外私自发展、或藏有三自会以外出版书刊和圣经的基督徒团体身上，成为用以打击1980年代初在三自会以外中国教会发展的一个标签。“呼喊派”与李常受、地方教会的关系有待质疑，地方教会一再声明他们与呼喊派之间没有任何关系。呼喊派问题是改革开放后，中国政教关系发展中的标志性事件之一，涉及自五十年代初起，中国政府宗教政策、三自爱国运动、地方教会（或外界所称“小群”、“聚会处”）、家庭教会，以及海外基督教之間复杂的历史互动关系。

## 历史
李常受1960年移居海外以后，以倪柝声的“职事”繼續盡職，他不傳揚自己的主張，只講倪柝声所發表過的。传扬和实行符合聖經神聖啟示的神学和组织思想的召会，是发源于中国大陆倪柝声发起的地方教会运动的一个分支。在台灣是规模仅次于长老会的教会团体，影响较大；在美国等英语世界，“召会”以“地方教会”（英語：Local Church）为名，但未融入主流基督教。在亚洲的韩国、日本、香港、东南亚各国，欧洲、澳洲、南美以及非洲都有分支。
大致在1970年代到1990年代之间，地方教会在分裂过程中，一部分分支不同意李常受后期的教导，反对较激烈者控告其为异端。其他教派的見解不一：有接納的，亦有視為異端的。在海外，争论只限于神学和组织、聚會通常進行“呼求主名”和“祷读主话”。
1970年代末，中国大陆开始实行对外开放和落实宗教政策后，李常受的著作以及录音磁带等，开始经过各种渠道，流入大陆内地。李常受的著作及其他宣传品都“属灵”。据统计，此类书籍和宣传品有三、四十种之多。例如，由“台灣福音书房”出版的著作《活在灵中》、《主的恢复—吃》、《吃主》、《国度的操练》、《神的建造》、《灵与生命》等，还有“香港教会书室”出版的，《操练敬虔》、《主就是那灵》、《真理号声》。他们根據希臘原文聖經翻譯出「凡你們在地上綑綁的，必是在諸天之上已經綑綁的」；信徒不要以过正常的宗教生活为满足，要准备“在战场上享受神在仇敌面前为我们摆设的筵席”；指出目前神的經綸的首要任务是，“要在一地一处建造神的家”，实现“神的國度是神管治的範圍”；依聖經告知信徒“不要与掌权者鬥”；鼓勵“基督徒不能独立，必须建造在一起”。
1983年，已加入三自爱国教会的原上海地方教会人士唐守临、任钟祥根据流传入中国的美国书籍《神人：李常受與地方教会的研究》（God-Men: An Inquiry into Witness Lee & the Local Church），编写小册子《坚决抵制李常受的异端邪说》，指外籍华人基督徒教师李常受为“呼喊派”领袖。《神人》一书（1981，二版）由“伪灵剖析会”（Spiritual Counterfeits Project，SCP）與“尼尔·达迪”（Neil T. Duddy）出版，后被美国法庭判定为诽谤。

## 三自與文化大革命及中国政府对宗教的规范（1950－1978）
1950年，在时任国务院总理周恩来的指示下，吴耀宗提出《中国基督教在新中国建设中努力的途径》的宣言，宣告中国基督徒将支持新政府，并拒绝外来的帝国主义，从此带进了推行自治、自养、自传之“三自原则”的“中国基督教三自革新运动委员会”（1954年改稱“中国基督教三自爱国运动委员会”）。
紧接而来的是三自会发起一场全国性的控诉运动，外国传教士被驱逐出境，多位本土的基督徒因拒绝参与控诉运动，以“反革命”之名被捕下监，知名的基督教“属灵派”圣经教师王明道、地方教会领袖倪柝声等人也在内 。在1952年倪柝声被监禁，1956年各地地方教会负责人相继以“倪柝声反革命集团”罪名被捕之后，一些地方教会信徒被组成监督思想改造的“信徒学习委员会”，并由此委员会（而非上海教会）选出唐守临和任锺祥为长老。两人在控诉大会上与政府合作，指控倪柝声为“反革命分子”。唐守临早先被选为三自常委，上海教会的成员批评他出卖教会，唐氏因此辞去职务。在公开批判倪柝声后，唐守临恢复三自会的职务，成为该会的副主席。
三自爱国运动在50年代初期的影响力只限于北京、上海等大城市，而当时信仰快速传播的地区却是在河南、浙江、福建、安徽等省分。1966年文革爆发，三自会停止运作。1966至1976年文革期间，为了破“四旧”（旧思想、旧文化、旧风俗、旧习惯），所有公开的宗教活动均遭禁止。红卫兵在中国各地攻击基督徒。宗教被视为腐败社会的因素，许多基督徒被送至劳改场接受“再教育”。宗教性的书刊，包括圣经和基督教著作，全数被销毁。1973年起，在中国的一些地区，基督信仰开始迅速发展。因着三自早在1966年停止运作，这些扩展全然是地下的，也就是没有政府干预的。 “家庭教会”（亦被稱作“地下教会”）如雨后春笋般出现，其中也有一些家庭聚会与遵循倪柝声教导而实行的地方教会有关。
1976年9月，毛泽东去世，10月四人帮下台，邓小平成为中国共产党和中华人民共和国的最高领导。 1978年，中华人民共和国第五届全国人民大会通过了新宪法，也就是中华人民共和国历史上第三部宪法。早在1954年，宪法第88条就已保障“公民有宗教信仰的自由”。在经历了文革的暴行后，1978年的新宪法于第46条中肯定“公民有信仰宗教的自由和不信仰宗教、宣传无神论的自由”，许多人因此相信一个宗教自由的新时代就要来临，然而中国仍一贯地限制一切宗教的活动。原本在文革时期只能在地下隐密开展的宗教活动，自此逐渐地被容許出现在公开的场合。但政府旋即意识到基督教的复苏，必须是统一在三自会的监督之下。由於在文革中统一战线工作和三自组织的运作，几乎完全停止，因此对政府而言，重建三自会的地位和角色，便成为新时期应付基督教复苏所必须急先处理的问题。然而，对于经历过1950至1966年間一连串政治运动的信徒而言，由于三自会领导者主张现代主义神学，曾与政府联手打压、逼迫許多不肯加入三自的“属灵派”教会領袖和圣经教师，许多中国信徒对新的三自抱持怀疑态度，把1980年恢复的三自视为政府想要重新控制他们并减缓福音传扬的手段。

## 中国政府和三自会对于福音广传的忧心（1979－1982）

### 新时期宗教政策与三自会的重建
1978年12月底，中共中央召开十一届三中全会，以邓小平为首的“求是派”在与华国锋为首的“凡是派”权力竞争中占了上风。邓派在政治上主张“坚持四项基本原则”，同時在经济上提倡“社会主义现代化”，实行对外开放，实现“四个现代化”。为在政治上稳住人心，重建经济，配合“四化”目标，中共也调整了文革以来的宗教政策，由极左路线修正为统战路线，开始平反文革时遭迫害的宗教人士之名誉，重新落实宗教信仰自由政策，以及恢复宗教统战工作。于是，中央统战部及国务院宗教事务局的党国机构重新恢复，在全国推进建设社会主义现代化的宗教活动，重建爱国宗教组织，以落实十一届三中全会所制定的新时期宗教政策。
1979 年 2 月，党中央统战部下达了《关于建议为全国统战、民族、宗教工作部门摘掉“执行投降主义路线”帽子的请示报告》之后，统战部门的名誉得到恢复，宗教政策也得以重新实施，全国地方的三自会也重新组织起来。为筹备中国基督教第三届全国会议，三自会于1980年2月25日至3月1日在上海召开常委扩大会议，焦点放在肯定恢复“三自爱国运动”组织的必要性，因为“帝国主义”仍可利用“宗教”作其渗透的工作。会议的最后一天，三自会常委发表了〈告全国主内弟兄姊妹书〉，肯定党的宗教政策，加强“三自爱国运动”，并警告国外教会勿敌视新中国、攻击三自会、插手并诽谤中国教会。
1980年10月中国基督教第三届全国会议于南京召开，会议上宣布成立“中国基督教协会”（与三自会统称为“两会”，下文称“两会”），负责統管国内出版《圣经》、复刊《天风》等书籍杂志、重开教堂、培训牧职人员，以及对外交流访问等工作。该会议强调四点：（一）宗教发展必须在爱国主义的旗织下，站在三自爱国原则的立场上；（二）肯定三自会自成立以来的功劳；（三）三自会的基本任务是反对外来势力的渗透；（四）国家虽落实宗教信仰自由的政策，但必须加强对宗教事务的管理，坚决反对一切以“传福音”为名， 所进行的各种反华和渗透的活动。全国会议也讨论到如何争取海外基督教界的支持。1980年12月，丁光训首次出訪香港，会見某些香港基督教界人士時强调，“两会”的海外交往是有底線的：“只能是少量的”，“必须是有选择的”，“必须区别对待”；条件是在海外团体和个人，必须对新中国友好，尊重“三自爱国运动”。至于海外反对“三自”的个人和团体，就“采取另一个方针”。丁光训直言，“中国今天没有一个反三自的中心，反三自中心是在海外”。可见，“两会”把当时国内一切反对三自的声音和活动，视为海外势力的渗透和煽动工作。

### 家庭教会的复兴
自十一届三中全会起，邓小平的经济改革政策向西方世界放宽了限制，各宗各派的基督徒开始私运圣经和基督教著作进入中国。在1979至1982年間中共政局改变的时期中，地下家庭聚会成了半公开性质，国内外基督徒开始恢复被中断的交流。然而，中国政府认为接受从海外来的圣经和基督教著作是违法的行为，违反了不可接受外国援助的原则。1980年起，中国政府开始对体制外的信仰团体人数的增加感到威胁，对內要求各个爱国宗教团体把所有的信徒都召唤到团体当中来。在对外开放的环境下，公安部门对信仰团体从海外的侵入开始持警戒之心。1980年3月4日中共中央、国务院批转《关于抵制外国教会对我进行宗教渗透问题的请示报告》，提防外国教会反动势力利用中国门户开放，通过旅游、探亲或其他方式，到中国进行传教活动或宗教渗透。尽管如此，基督信仰在中国各地迅速广传，尤其是在家庭教会和地方教会（在中国又被称“小群”教会（“聚会处”）中间。1982年出版的《世界基督教百科》（World Christian Encyclopedia）记载：

截至1981年为止，越来越多的证据显示，在中国的许多地区，包括在少数民族中，教会迅速增长，各地都有大量的青年人。
根据所收到的消息，涌入教会的初信者有几十万人。

### 宗教政策的执行與抗拒
为抑制国内，特别是在內陸农村和沿海地区，爆炸式的基督徒增长，自1981年起，全国各级的省、市、县就纷纷成立地区性的“两会”（“三自会”及“基督教协会”），以执行中央的宗教统战政策，联系邻近家庭教会，并将家庭教会纳入“两会”的管理之下。在落实政策的过程中，上层在选取地方领导时，往往是以政治思想的正确性，而非信仰或品德为优先的考虑的。在地方两会选出的领导中，不乏一些信誉不佳，或曾于文革中否认信仰，或有品德缺失的人。此外，对家庭教会信徒来说，三自会在五零年代名声欠佳，文革逼迫的恐惧记忆犹新，信徒们普遍厌倦了政治运动，单纯渴求内心灵性的满足。这种种背景，使得地方“两会”人士在执行任務时遇上极大的阻力，常与当地家庭教会信徒发生冲突， 如在河南、福建、浙江等地。各地两会不但以强制手法对待不合作的家庭教会，还制定“爱国公约”和多个针对基督徒的规定和守则，诸如实行“三定”：定点（教堂或聚会点），定人（负责人），定片（传道人行使圣事的地区范围），不准私设聚会点，不准向18岁以下的青少年传输宗教思想，各地区之间信徒不可来往等等。实行这些措施的地区，通常拥有庞大的基督徒人口，如河南的“十不准”，浙江的“十三不准”。
这些措施名为对付滥用宗教自由、遏止迷信，实为限制三自会以外的基督徒活动与家庭教会的发展。这些新增的宗教规定和限制，不但禁止了在农村地区原本半公开、参与人数可达数千的大型聚会，连在大城市里的大型家庭聚会也不复见。跨省、跨县的旅游布道被禁止，违令的传道人被捕。地方两会不断施加的宗教压力，引起各地信徒—特别是家庭教会—普遍的抵制，严重激化了家庭教会，包括地方教会或原小群（聚会处），与三自会之間自五〇年代起即已存在的矛盾。>宗教活动的场所成了家庭教会与三自会冲突的中心点。例如在浙江慈溪县，县宗教局雖允许基督徒设立县（三自）教会委员会，并在县党委和政府的指导下推进教会活动的恢复工作，但也同时废除县内所有的家庭教会，要求所有的基督徒到指定的宗教场所活动。
由于“三自会”在地方上的发展遭遇极大阻力，极需要一个“突破口”，打压顽固抵抗的家庭教会势力，使中央的宗教统战政策得以顺利执行。1982年2月发生在浙江省东阳、义乌两县的冲突事件，就成了一个标志性的教案。中国三自会与家庭教会的发展及其矛盾性质，正在与港、台、海外的华人教会产生相应的互动关系。

## 东阳、义乌事件 （1982－1983）
东阳、义乌事件是1980年代初期中国政教关系发展中，受政府支持的三自会与抗拒加入三自会的家庭教会之间发生的暴力冲突事件。这起事件成为导致两者关系公开破裂，并成为政府展开1980年代起一连串以打击异端邪教为名，实为打击家庭教会活动的导火线。

### 起因
事件背后的起因是在新时期宗教政策下，中国教会复苏的过程中，中国政府对于在统一战线制度外日渐活跃的宗教活动，产生了危机意识，试图利用三自组织施加限制和压力，把家庭聚会的信徒合并到三自组织旗下的教会里面。事件中，政府将冲突的外因归咎于李常受在海外策动的宗教渗透活动，内因则归咎于破坏社会秩序的反革命组织“呼喊派”，并随即展开对“呼喊派”全国性镇压。
1982年2月間，在浙江省金华市的东阳县和义乌县，县三自爱国运动筹备小组与拒绝加入三自委员会的教会之间发生了暴力冲突，参考多份资料所整理出的关于此次事件的经过大致如下：
负责集结县内所有教会的东阳三自筹备小组，于1982年2月中旬召集了县内的全部牧师，到东阳双排开展学习会。但是，一部分教会拒绝参加此次学习会，并在会场周围举行了祈祷会。因此，三自委员会在东阳的代理人在月末28日连同民兵闯入在东阳千祥的聚会， 使用暴力手段中止了集会。同一天，在义乌北门礼拜堂也发生了冲突事件，三自委员会在义乌的代理人连同当地公安和民兵使用暴力手段中止集会。不久以后，香港的基督教杂志报道了此次东阳义乌事件，并在国外的基督教界引起轰动。但后来官方提出另一个说法，说事件的起因是“呼喊派”的骨干分子煽动信徒到处辱骂基督教三自爱国运动的人是“卖主卖友”的“犹大”，出卖教会的“叛徒”；辱骂参加三自爱国组织的教会团体是“大淫妇”，扬言要用“呼喊”的声音把“耶利哥”城喊倒。 

### 香港基督教界的相关报道
1982年2月，浙江省东阳、义乌两县的基督徒和当地三自代表和公安人员起了冲突。东阳县当时已有一百多处聚会点，基督徒人数为二万多。最先报导这起事件的是一份名为《主在中华》的香港基督教刊物。创刊号中“编者的话”明确说明此刊发行的目的是希望中国国内基督徒受逼迫的情況，在国外得到报导、关注和支援：

近幾個月來，在中國大陸，特別是廣大的農村，人數眾多的地下教會（因不參加政府所控制的'三自會'而不獲得政府承認的基督教會），受到越來越嚴重的逼迫。但令人遺憾的是，在國外的報刊、甚至在‘基督教的報刊’中，都幾乎沒有任何報導。 ……
神必再一次搭救祂的兒女脫離那惡者。 ……我們如實地報導他們的景況；讓國外更多的弟兄姊妹為他們代禱、支援他們。 ……一切真正的基督徒們，我們願意提醒大家，正如浙江東陽地下教會的弟兄姊妹在傳單中所說：'這是我們這末了的一代與邪惡的爭戰，因撒旦知道自己盤踞空中的日子不多了，牠要作垂死的掙扎。 ’

这份创刊号里刊登了一封日期为1982年4月3日题为“请为东阳的众肢体代祷”的油印代祷信。东阳义乌事件发生後，这封信便在中国的中部及南方流传。信上说到1982年2月14至16日有两位杭州三自会的代表（名为王锡安和杜皓生）到东阳扩展当地的三自会分支。有七、八千位来自不同团体的基督徒不同意这事，他们在三自会场前的广场上举办了三天的露天祷告会。2月28日，三自在东阳的代理人（名为金炳甫和陈松林）煽动地方人士突袭东阳基督徒的聚会点，有些基督徒遭殴打或被石灰撒伤眼睛。信中提到同日在义乌也发生了同样的事，与东阳不同之处在於义乌的三自代表教唆公安以电棒击打信徒和扰乱聚会。

在《主在中华》引述的代祷信中，东阳和义乌的信徒形容他们自己是“末了的一代”，正处于一场与撒但在空中展开的“属灵的争战”之中，形容三自在东阳的代理人是“离道反教，卖主卖友”者，是投机分子。他们加入了三自会成了“撒但一会”的和“撒但的差役”，倚靠地上的掌权者来残害教会。杂志中还报导不少各地三自会与地下教会（如河南、安徽、浙江等）之间的冲突，显示在东阳、义乌发生的“并不是一个孤立的事件”。杂志中转贴了河南三自的“十不准”规定，包括要求基督徒要“接受共产党的领导”、“严格遵守政府一切政策法令，教内重要事务应向政府请示报告”、“不在教堂以外宣传宗教，不游行传道”，和“不阅读利用宗教进行反动宣传的刊物”等等，并作出了立场分明的结论：
大陸的地下教會以雷霆萬鈞之勢迅猛的興旺和發展，這股日益強大的離心勢力，當然會使中共政府在震慄之餘，不顧一切地加以破壞和逼害，甚至匆匆撕下宗教信仰自由的虛偽面目，如狼似虎地實行鎮壓。 ……我們都互為肢體連於元首基督，東陽、義烏及大陸各地肢體受苦，所有的肢體就一同受苦，一些肢體得榮耀，所有的肢體就一同快樂 （林前2：26）。讓我們與東陽、義烏及大陸各地肢體一起，在元首基督的率領下投入這場末世對抗邪惡的屬靈戰爭！
接着，位在香港的一个中国基督徒观察机构─中国教会研究中心─也报导了此事；他们将东阳代祷信的部分内容翻译成英文，刊在他们1982年6月发布China Prayer Letter中。1982年的6月，香港的《百姓》杂志也提到了这封信。中国教会研究中心更将该信再度刊於1982年7/8月的China and the Church Today（今日中国与教会），并在该机构7月的通讯中指出：
因著不肯屈服，浙江省東陽縣的教會在三自和統戰部手下受到嚴厲的迫害。那些人告訴他們，拒絕加入三自就是不愛國，未經許可的聚集就是非法聚集。他們的蒙頭帽是反革命的標記，呼求主名是他們反動的口號。
东阳、义乌事件持续发酵，同年7月，《主在中华》第二期刊登了两期中国家庭教会地下报纸《真光》（6月号及7月号）。其中有一份由“浙江省义乌县基督徒”于5月22日所署名的油印传单，题为“义乌县基督徒给浙江省政府、省长，并请转国务院总理赵紫阳的上诉书”。上诉书中指出，2月28日的事件发生于在义乌北门的礼拜堂，一名三自代理人（名为陈跃进）联同公安人员打伤信徒，并抓走三十一位信徒。上诉书声明义乌基督徒都是爱国守法的，尊重政府的，请求上级领导伸张正义，惩治那些在信徒和政府间制造矛盾者，制止类似事件重演，认真落实宪法所保障的宗教信仰自由。该杂志亦刊登了另一封六月来自东阳县二万名基督徒，“给全国弟兄姊妹的公开信”，信中指斥三自会企图把东阳全县一百多处聚会点，压缩至十五处。三自会又要求公安局，把多位传道人抓去审讯，并唆使干部、民兵抢夺信徒财物及生产工具。当地一名32岁的基督徒（名为陆天生），因多次被吊打，又丢入污染水塘中，于5月底终于伤重不治。杂志还报导三自迫害基督徒事件在全国多处亦发生，如在河南泌阳县。1982年10月的《莫忘神州》里，报导了更多迫害事件。
《主在中华》第二期报导说，中国三自迫害家庭教会的事件，引发香港基督教界在6月20日发动千人“联合祈祷大会”，表达为中国的苦难基督徒的支持和关怀，并报导此事件引发了外国代表在联合国向中国政府代表提出质询，致使中国政府十分恼怒。随後，第三期又报导在八月初，东阳宗教局和三自会人士合谋两次炸东阳千祥区民主公社大路史家一处有二百信徒聚会的聚会点。幸仅一人受轻伤，唯爆炸事件已引起当地极大民愤。

### 官方与三自会的回应
從1982年二月至九月，香港的基督教杂志廣泛报导东阳义乌及全国其他地方的迫害事件，引起海外的基督教界对三自会严厉批评，并对中国政府宣称新时期的宗教自由政策抱持着强烈怀疑。全国三自会与中共中央的统战部门高度关注此事，“两会”也力图与海外基督教团体和人物建立关系，寻求他们支持，借助他们洗清对东阳义乌事件的责任，否认全国各地发生的逼迫事件，并肯定中国政府的宗教政策。
在处理新时期的宗教问题上，中国政府率先展开针对宗教问题的系统化论述、政策理念和施行原则的具体说明。1982年3月底，中共中央印发题为“关于我国社会主义时期宗教问题的基本观点和基本政策”的文件（简称〈十九号文件〉），表达对新时期的宗教问题和政策详细的论述。文件提出了四个“绝不允许”：“绝不允许宗教干预国家行政、司法、学校教育和社会公共教育；绝不允许强迫任何人，特别是十八岁以下少年儿童入教、出家和到寺庙学经；绝不允许恢复己被废除的宗教封建特权，和宗教压迫剥削制度；绝不允许利用宗教反对党的领导和社会主义制度，破坏国家统一和国内各民族之间的团结。 ”。文件清楚地指示，在党和政府领导以外的宗教活动，对内“坚决打击一切在宗教外衣掩盖下的违法犯罪活动，和反革命的破坏活动”；对外则坚决打击“国际宗教反动势力，特别是帝国主义宗教势力，包括罗马教廷和基督教的‘差会’，力图利用各种机会进行渗透活动，‘重返中国大陆’”;“应当提起高度的警觉，严密注视外国宗教的敌对势力在我国建立地下教会和其他非法组织，在宗教外衣掩盖下，进行间谍破坏活动的情况，并给予坚决的打击”。〈十九号文件〉可说是中国政府日后宗教政策的指导性文件。
在宗教统战工作上，1982年9月1日至11日，中国第十二次全国代表大会于在北京召开。十二大议决重点之一是宗教统战工作，并定出“爱国的宗教领䄂人物”为社会主义新时期的“十大统战”对象之一，其中包括海外僑胞宗教人士。接着，9月19至24日，三自会与基督教协会紧接十二大后，于北京召开全国两会委员会（扩大）会议，以落实新时期的宗教政策。时任中央统战部副部长江平及国务院宗教事务局局长乔连升，分别在会上发表讲话。江平强调要按照十二大，继续发展“爱国统一阵线”，坚持“三自”的道路，并推行“反帝”的“爱国教育”。9月21日，乔连升重申〈十九号文件〉中有关宗教活动场所的安排，以及支持“三定”（定片、定点、定人）政策的施行。乔连升指出：

國際上還有股宗教反動勢力，⋯⋯對我國進行滲透，插手中國教會的事務，企圖‘重返中國大陸’。而國內也有少數人背離'三自'的方向，接受國外宗教反動勢力的指使，接受活動經費和書籍，私自播放或轉錄外來的錄音帶，翻印或散發來自海外反動宗教勢力的宣傳品，收聽海外所謂'福音廣播'，以至為他們遞送情報，走上破壞社會主義祖國的犯罪道路。

乔连升的讲话隐含地指向东阳义乌事件中的“呼喊派”，就是被指接受从国外传入李常受教导的小群（聚会处）信徒。不久这个团体即被政府指为攻击三自会、与国外反动势力联系、以及扰乱社会秩序。事实上，“东阳义乌事件”公开以后，事件就成了該次“两会”会议的主要议题之一。首先由浙江省三自会代表邓福村，在会上汇报“呼喊派”是怎样由国外进入浙江省，以及表白“东阳义乌事件”的“真相”。邓福村在会上發言，将整起事件归咎于海外反動分子“呼喊派”策動，指事件是属恶毒攻击三自会和中国政府，是危害国家和教会的行径。
接着在同年11月底的全国政协第五届五次会议的小组讨论中，前北京聚会处负责人阎迦勒发言，“揭发”“呼喊派”首领李常受的“罪行”。閰迦勒在会上指斥李常受在政治上非常反动，其活动是制造分裂，宣传异端。
基督教两会会议后，三自会除了在国内重点为准备打击"呼喊派"发动舆论宣传，也频繁接待海外访问团并出访海外，积极与各地基督教组织建立关系、争取支持。 十月，一行七人的三自会代表团出访欧洲与福音派会面。其中，一个由多个主流基督教派组成的“普世教会中国研究工作联络组”（Ecumenical China Study Liaison Group），便是“兩会”在“东阳义乌事件”上积极合作的海外团体之一。这个联合会的代表组了一个访问团到中国访问三自代表，团员中包括了香港协进会的张喣群和香港《景风》杂志的编辑林汝升。访问团会面的对象包括：全国三自会主席丁光训、全国三自副主席罗冠宗、全国三自会主席秘书长沈德溶、全国基督教协会暨三自副会长韩文藻、全国基督教协会代表曹圣洁、蔡文浩、阚学卿、东阳义乌事件的两名肇事者杭州三自会王锡安与杜浩生、广州人大代表高仰忠等。 此次会面期间的一个重要话题就是在浙江东阳义乌发生的事件和其后续的报道。此次会面后，在“普世教会中国研究工作联络组”出版的刊物，如《桥》、Religion in the People’s Republic of China（中华人民共和国下的宗教）、《景风》、《信息》里，这些刊物经常刊登三自的官方文件和声明，编辑的方向也多倾向三自的观点。
9月，“普世教会中国研究工作联络组”访问团回香港后，林汝升随即在1982年9月道风山基督教中国文化研究社出版的《景风》杂志上写了一篇文章。林汝升的文章中提了两件事，一是丁光训向访问团明确表示反对海外资金和基督教组织进入中国，二是对东阳义乌事件提出了另一个版本，首度将三自所用的“呼喊派”名称带到海外。林汝升所叙述的事件与后来在三自《天风》杂志邓福村叙述的版本极为雷同。林不点名地驳斥《主在中华》的报导，申明不是三自代表唆使公安殴打基督徒，而是李常受和“呼喊派”信徒暴动冲击教会。这篇文章首度将三自所取的「呼喊派」一名带到海外，也是第一次对东阳义乌事件提出不同版本，却也错误地提到李常受曾在1980年回到中国，而事实上李自1949年后就从未进入中国。
几乎在同一时间，访问团成員中的香港基督教协进会的张喣群和执行委员莫树恩也发表了一篇文章，标题为“东阳义乌事件的另一面”，附和林汝升在《景风》里的说法。这篇文章被刊登在1982年10月号的《信息》杂志和11月号的《七十年代》杂志上，《七十年代》中还加上了以「异端教派在中国大陆流播」为其标题，文中附和林汝升在《景风》里的说法。张、莫和林汝升三人的两篇文章都重述“三自会”的官方说法，将东阳、义乌两地的信徒描绘成极度反政府的危险分子，是从海外流入的异端教派“呼喊派”。张、莫两人相信东阳义乌事件并不是三自会逼迫爱主基督徒的事件，而是海外流入的异端“呼喊派”“干预”和“妨碍”了中国教会的发展，总结呼吁香港基督教界日后报导要“全面”和“客观” ，否则，只会成为“绊倒人的石头”。在张、莫的“东阳义乌事件的另一面”中，指控李常受和地方教会为异端时，首次引用"尼尔·达迪"（Neil T. Duddy）與“伪灵剖析会”（Spiritual Counterfeits Project，SCP）出版的《神人：李常受與地方教会的研究》（God-Men：An Inquiry of Witness Lee and Local Church）（1981，二版）一书。该书后来于1985年被美国法院判定为属不根据事实、恶意中伤，造成伤害的诽谤。作者及出版社被判向李常受和地方教会道歉、回收及赔偿。
张、莫这两篇文章将那些呼求主名的信徒，从原本守法的公民，描绘成极度反政府的危险教派。然而这种说法缺乏正当理由，任何扰乱社会秩序和反政府的活动，都违背倪柝声和李常受的教导。李常受在教导呼求主名时，从未提倡任何政府归咎「呼喊派」的脱序行为。张、莫两人附和中国政府背后支持的"两会"说法，将倪、李定为反革命份子，但在倪、李二人的教导中，明言教会不应参与政治，基督徒应当服从其所在国家的政权。

### 两派的争论
东阳义乌事件反射出的三自会与家庭教会的矛盾性质，迅速延伸至香港华人教会中间。自从张、莫在《信息》上发表文章，将责任归算于呼喊派身上后，立即被之前刊登代祷信的《主在中华》猛烈抨击。11月，《主在中华》刊出一封题为“主在中华：东阳义乌迫害的另一观点”编辑信，并被前英国驻中国外交官，也是海外传教团契（原中国内地会）传教士的Tony Lambert译成英文。编辑信中反驳张、莫的说法，指二人根本没有第一手资料，不过是重复杭州三自会的谎言，并表示：「事实上，我们有足够的证据证明，在东阳、义乌被迫害的地下教会并不是属於李常受的『地方教会』或是『呼喊派』。」1982年12月号的《莫忘神州》和中国教会研究中心1983年1/2月号的《中国与教会》里，也重复此一说法。《主在中华》的理据有二：一是他们从东阳、义乌地下教会得来的油印小册中，对李常受的解经提出批评，里面的神学观点也与李常受教导的不同；二是被三自会雇用流氓冲击的聚会点，在当地存在十年，与李常受的“地方教会”或“呼喊派”并无联系。作者强调事件并非如杭州三自会版本所说，是数百个“呼喊派”暴徒到处打人，冲击公安局和抢夺武器，而是东阳、义乌地下教会基督徒被三自会雇用的流氓和公安打伤，却没有还手。该文结论呼吁张、莫二人悔改，不要相信三自的谎言说法，有分于诽谤那些真正爱神、受逼迫的基督徒。
《主在中华》第三期编者指出，三自会与50年代时一样，仍是政权消灭基督教的打手和急先锋。今日中国政府以虚假的开放和三自会的工作，伪装中国有信仰自由，令海外不少人上当。编者引述一分中央内部文件“关于加强基督教管理工作的材料”（编号：中发1982年17号），以证明中共对基督教的根本敌视本质，以及至终要消灭基督教的目标从未改变。第三期亦附上一篇署名南京地下基督徒对海外基督徒的信，介绍国内地下教会实况 ，以及三自会的来历和对信徒的逼害。信末指出2月28日的东阳流血事件正是三自会逼害的具体例子之一，请求海外基督徒与不肯加入三自而受逼害的国内信徒站在一起。
此时，“普世教会中国研究工作联络组”中另一个位于英国的成员组织“中国研究专案”(China Study Project)，也在其1982年12月号的会刊中，报导了中国基督教协会10月访欧一事，并刊出一篇中国教协暨三自副会长韩文藻论及东阳义乌事件的访谈。访问者Bob Whyte一开始就表示，许多海外的基督徒快速接受代祷信中“东阳义乌事件”的说法，并以此来攻击中国“三自会”，只暴露这些外基督徒的“天真（naivete）”。Whyte认为人们不该单凭该事件就质疑中国的宗教政策和“三自会” 的角色，而应听取三自会所讲的来龙去脉。在Bob Whyte 的询问下，韩不讳言自己对事件的了解是来自该年9月全国两会会议上，浙江省三自代表邓福村所作的汇报。韩指暴动者是呼喊派分子 (yellers)，他们主动攻击警察和保安人员。这些人与海外有联系，接受他们的资金。韩还说，“他们的一些很有影响力的领导人是文化大革命期间的叛乱分子，我们称他们为极左派。现在他们的所作所为和文化大革命期间的极左派一模一样。” 后来教协、三自主席丁光训也重复同样的说法，说“呼喊派”的特点是他们“采取文革极左的打砸抢那一套”。这也成了后来实行“严打”时，逮捕“呼喊派”分子的一个罪名。
自从出现了代祷信与三自两个不同的版本后，东阳义乌事件在香港基督界的争论持续升温。赵天恩在中国教会研究中心出版的《莫忘神州》1982年12月号里，明言自己的立场是“站在被压迫者的一边”。赵提到中国基督教协会七位代表访欧期间（1982年10月）曾接受福音派访问，谈及关于东阳的事。教协代表当时否认三自教会逼迫家庭教会，但承认地方当局曾犯过一个错误，“恶待”牧者和传道人，“例如在南京和东阳所发生的事”。《莫忘神州》作者指出，假若协会就东阳义乌事件，“将责任推在极左派‘当局’的身上”，那么，《信息》一说（责任在呼喊派冲击三自教会）便显然跟协会一说有矛盾。作者又批评《信息》的张、莫自称访问过“几位当事人”，文章却只提三自的一面之辞，难以称得上客观。作者质疑，“进入中国大陆，要查明一件事，你能见到什么人呢？一般研究中国问题的人都心里有数”。作者总结指出，“中国基督教协会若能剖白当局所犯何错，相信东阳义乌事件会慢慢水落石出。不然，以后就要劳烦中国教会史家去研究这个教案”。
《中国与教会》1982年11/12月号分析：家庭教会与三自及政府之间的紧张状况，主要来自两方面：1，家庭教会强调奋兴与布道，而三自的宗旨是防止基督教会扩展；2，家庭教会承认基督在凡事上为主，三自的责任却是执行党的宗教政策。《中国与教会》举了数个例子说明家庭教会与三自之间的紧张情势，东阳和义乌教会受冲击就是其中之一。1983年1/2月号的《中国与教会》的“浙江义乌事件实录”里，做了以下结论，“我们认为..最主要的原因还是政府上了[义乌]金炳甫和东阳陈松林等投机分子的当，是这些别有用心的人在破坏在作祟……不择手段的在政府和信徒中制造矛盾。”1983年初的《主在中华》第四期的评论就表示，东阳义乌事件说出“中共只有宗教政策而不是宗教自由”，判断“中共认为，在国内的基督徒力量已有坐大的迹象，而海外的统战工作已具成果......渗透的工夫已做得差不多”。所以，政府打击家庭教会正是时候，可以准备全国性的镇压。东阳义乌事件正是一个绝佳的缺口，朔造出一个中共的敌对对象“呼喊派”，施予统一战线外的宗教活动重击。
在接下来的几个月里，双方继续各说各话。1983年2月，三自的官方刊物《天风》刊登了一篇文章，作者是参与当时事件的三自委员邓福村，文章题目是「所谓『东阳义乌事件』的真相」，将整起事件归咎於「呼喊派」，然而当时大部分的海外报导都持相反观点。1983年4月10日的《福音报》刊了一封"东阳基督教会给主内各地肢体的信”，表示三自「对广大不与他们同流合污的信徒加以种种迫害，多方制造矛盾，捏造的事实加上异端邪『道』、『不爱国』、『反革命』等莫须有的政治罪名一概打倒」。《莫忘神州》1983年6月号，指责三自会既承认要纠正地方三自会的胡作非为，但在“东阳义乌事件”中，却“只把一切罪名都推卸在‘呼喊派’的肩头上”，显示并没有对当地的基督徒有真正宗教信仰自由的保障。自此，「呼喊派」这词已被扩大应用到许多不愿加入三自的人身上。
在《中国教会的复活》一书中，Tony Lambert提到多个八十年代初三自使用铁腕手段打压当地基督徒的例子， 例如1981年底，三自联合浙江宁波县镇海当地公安逮捕镇海教会两位负责人，使镇海两百多人的布道中心关闭；1984年初慈溪宗教局宣布，一旦三自在某地建好分会，该地东西南北四面的聚会点所有聚会一律停止。不可否认的，三自的铁腕手段很可能在义乌和东阳的事件中扮演了关键的角色。当时称“呼喊派”为这起暴乱事件主因的三自主席丁光训，在六年之后（1987年)也承认“地方三自的铁腕手段需为东阳义乌这起事件负责”。

## 打击「呼喊派」（1983－1984）

### 成立调查小组
由于中国官方认为“东阳义乌事件”在海外引起的讨论，严重影响了中国改革开放后的国际形象，妨碍了中国社会主义现代化，国家的宗教统战工作，以及三自会的发展。中国官方于1983年1月指定，由中央统战部副部长江平会同公安部、宗教事务局（现国家宗教事务局）和民族局人员组成调查组，到上海、浙江考查宗教事务，重点调查“呼喊派”的问题。江平将此行的所见所闻收录在2008年出版的《考察调查旅游日记辑要》里。 江平记载，当时基督徒人数增加急剧，各地聚会点的情况不一，小群（聚会处）是江浙一带发展最快的，但是各地的小群情况也不尽相同。 
1983年1月16日江平一行人到了上海，在统战部办公室里与三自爱国会举行会谈。参加的人有罗冠宗（三自副主席）、曹圣洁（上海三自主席）、沈德溶（三自副主席）、肖志恬（上海宗教研究所）、唐守临 （三自副主席，原聚会处长老）、任钟祥（原聚会处执事）。 当时与会者一致认为“呼喊派是政治上的反动派和宗教上的异端，应该很快处理，不宜久拖。”这次会谈里，江平得知原与李常受同在聚会处的唐守临和任钟祥两人正在撰写从神学上批驳呼喊派的文章，江平认为这对处理呼喊派问题应该是一种贡献。自此，中共中央对于呼喊派的处理，就分由政治和宗教两条路线同时进行：呼喊派是政治上的反动组织，是宗教上的异端团体。当局视前者为问题的根本，后者为动员基督教群众的助力。
江平在旅游日记里称最先报导评论东阳义乌事件的《主在中华》为反动刊物， 说从其创刊号所载评论东阳、义乌事件的文章中，可以明显地看出“国外的反动势力对于呼喊派等所谓的地下教会，寄予极大的希望”。江平引用了一些创刊号中的指控，例如，“大陆有三千万到五千万的基督徒，三自不到一千万人”；“波澜壮阔的福音运动正在中国全面展开，整个中华归主的日子不会太远”；“地下教会这股强大的离心势力，迅猛地兴旺和发展“;“地下教会将与共产党政府进行一场末世的属灵战争，与基督一同得胜”来证明此杂志是“一本多么触目惊心的反革命宣言书”，借《主在中华》里极其反动的言论来证明在东阳和义乌的事件，本质上是反动的、是政治性的。
江平一行人于1月20日到了浙江， 与当地公安厅的副处长金陈明会谈，又得到了另一个线索。陈表示，李常受所写的《神的建造》上册的五篇里，有五个“针对中国政府的，鼓吹其教徒同政府对立”的观点。例如，要教徒准备经过死荫的幽谷，在战场上享受神在仇敌面前为教徒摆设的宴席等等。于是，江平一行人确立了李常受书籍的反动本质，并认定呼喊派的行为于李常受有关。
江平的考察调查到此算是得到了政治和宗教两面的完整结论。1983年4月18日，江平的调查结果“关于处理所谓呼喊派问题的报告”上呈两部一院，同年5月9日经中共中央同意批转，成为打击呼喊派的政治依据。在宗教上，则是授命前上海聚会处成员唐守临、任钟祥撰写批评李常受神学和呼喊派异端的文章，作为打击呼喊派的宗教依据。

### 打压行动开始
1983年4月唐、任所著《坚决抵制李常受的异端邪说》第一版出版 ，被当成金陵神学院的“教材”，发送至各地公安局、三自礼拜堂和基督教团体。全文起首就响应全国两会会议的讲话，指控李常受为“呼喊派”首领，是反动分子，向中国进行渗透活动，利用其“异端邪说”煽动信徒攻击三自爱国运动：
近几年来，外国基督教中的反动分子千方百计利用各种机会，向我国进行渗透活动，妄图“重返中国大陆”。当前最突出的，是那从美国洛杉矶李常受搞的所谓“地方教会”派传进来的一套异端邪说，毒害信徒，捣乱教会，攻击中国基督教三自爱国运动，并利用少数反动分子寻衅闹事，破坏我国的社会秩序。我们爱国爱教的基督徒应当团结起来，坚决抵制这股海外敌对势力的渗透活动。
唐、任二人除了“揭露”李从事的渗透活动和聚会处的“反动”背景，指控李在政治上“疯狂反共、反人民”外，还说李氏在宗教上离经叛道，“迷惑和毒害信徒群众”。书中将东阳义乌事件归咎于受李的“异端邪说”所煽动的反动分子，指李通过渗透不但破坏中国基督教三自爱国运动，更捣社会主义新中国的乱。全文总结“呼喊派”的问题本质属“政治性质”的问题， 源自“披着宗教外衣”的“外国敌对势力”，“呼喊派”信徒亦非真正基督徒，而是破坏社会治安的分子。唐、任号召全国爱国爱教的基督徒，“投入这场反渗透、反异端的斗争”。这份“教材”在同年12月又被扩充五倍篇幅（从第一版的40页增至245页），出版为《为真道竭力争辩》一书。该书大量引用美国一本后来被法庭判为毁谤的书，扩大批评李常受氏的教导。
江平四月十八日的报告经上级同意批转执行，加上《坚决抵制李常受的异端邪说》出版之后，一场打压“呼喊派”并批判李常受教导的全国性运动就此展开。江平的报告题为〈关于处理所谓“呼喊派”问题的报告〉。报告将“呼喊派”定为“反革命”组织，“要颠覆我国人民民主专政和社会主义制度”，必须依法坚决取缔。报告指出“呼喊派”在国内两年间发展迅速，已遍及十九个省、市、自治区，达十余万人。主要分布于浙江、河南及福建，并提出采取十项镇压措施：（一）发动宣传攻势，揭露、批判李常受和“呼喊派”中的骨干分子的反动本质及其违法犯罪活动；（二）充分运用法律武器； （三）切断“呼喊派”同国外教会的联系；（四）坚决打击“呼喊派”首恶分子； （五）大力争取、团结、教育被“呼喊派”诱骗、胁迫的教徒群众；（六）区别对待“小群”和“呼喊派”；（七）高举爱国的旗帜，充分发挥三自爱国会的作用；（八）贯彻执行“十九号文件”中党的宗教政策；（九）充实和加強宗教工作队伍人员； （十）加强党政领导。
1983年5月，全国“兩会”在各地举办批判李常受和“呼喊派”的座谈会，宣传《坚决抵制李常受的异端邪说》一书。同月5日，全国“两会”在上海召开的座谈会。会上许多人发言表示，李常受之所以要煽动人起来反“三自”，“实质上是反对新中国，也是反对我们中国基督徒爱国，这是一个政治问题。” 与会者皆同意“以李常受为反面教材，在信徒中进行一次教义的学习、三自爱国的学习增强信徒的免疫力”。同月“两会”《讲道集》中亦刊登了一篇丁光训的专文，题为〈同呼喊派信徒谈谈〉。丁在文中批判李常受的教导是异端邪说，有五个特点：（一）“它不是中国土生土长的，是海外渗透的”；（二）它不但信仰上是错谬的，而且“政治性特别强”，“很有政治性、颠覆性”；（三）它“采取或保持文化大革命极左的打砸抢那一套”；（四）它否定十字架， “不仅打了问号，而且是根本加以反对”；（五）它“实质是高举自我”，李的“神学主题是自我扩张”。丁总结说，李常受的目标是“以福音消灭革命”，听从李常受的“呼喊派”都是“反进步”、“反革命”的人，故呼吁全国教会和基督徒清楚“李常受的真面目”，起来抵制李的异端邪说和反革命号召。 该专文后来于香港基督教協進会出版的《信息》杂志1984年6月号转载。

### 扩大打压
经过一轮“兩会”的舆论宣传工作后，1983年5月 9日，中共中央同意将江平的报告转予中央统战部、公安部和国务院宗教事务局。随即，三自会联合宗教事务局、公安局对“呼喊派”在全国进行大规模镇压。以国外传入的李常受书籍、录音带等出版物和誊录品为识别标记，全国各省的教会负责人大多被捕。自六至十月间，数以百计的“呼喊派”領袖和信徒被逮捕。不久，全国镇压“呼喊派”运动迅速“扩大”，波及其他家庭教会。華中、華北家庭教会被禁，家庭教会的负责人、游行布道者和基督徒也有被称为“呼喊派”而被捕下囚的。全国基督徒最多的河南省是镇压最严厉的地区，当地有上千的教领袖、游行布道者被抄家、拘捕，不论属“呼喊派”与否。
事实上，东阳义乌事件发生之时，中国社会正处於不安的状态。文革结束留下了严重的犯罪问题，《争鸣》杂志说到当时国内逮捕了一个流氓集团，在唐山市非常凶狠猖獗。邓小平的经济改革又精简了工人的数量，造成大量的失业。1983年8月和10月，政府分别展開“严厉打击各种犯罪活动（严打）”运动 和“清除精神污染”运动。在镇压“呼喊派”和这两个运动期间，全国眾多城市及农村的家庭教会被取締，政府称其为所谓的“非法活动”，並將家庭教会負責人判刑。当时清除罪恶运动雷厉风行，据《守望中华》杂志的报导，在上海市，光是1983年8月18日一天就拘捕了8千8百多人。到该刊出版之时（1984年5月），全国已有七十万以上的人被捕，其中不乏被当成“打砸抢分子”被捕的基督徒。《守望中华》表示，从1983年6月起，政府已经开始拘捕数百位“呼喊派”传道人，因为“呼喊派”六月在福建漳州、厦门召开万人布道大会，另外“呼喊派全国领袖在浙江召开大会当时十分轰动”，所以“政府便动手加以拘捕，而不等至全国‘消除罪恶运动’的八月一并进行”。八月开始的大举拘捕行动中，被捕的基督徒并不是全都属于“呼喊派”。例如在广州有几位传道人不是“呼喊派”，但因抄家时发现他们家里藏有“呼喊派”的书，也都当作“呼喊派”被捉去。可见三自会使用唐、任的文章，连同公安大举拘捕信徒，不管他们是不是“呼喊派”。而东阳义乌事件后受逼迫的基督徒，很快就被纳入严打目标。各级政府机构发布了查禁邪教“呼喊派”的公告。虽然逮捕的重点是地方教会中接受李常受书报的领头人，许多家庭教会的带领者也因此下监。“海外基督使团”报道说，他们接到至少12个省份传来的消息，许多家庭教会的领头人被拘捕监禁，但是这些人并不属于“呼喊派”。 
有消息指出，“呼喊派”名称已被广泛应用在一切不加入三自的基督徒团体上。1984年9月份的《莫忘神州》里有一个传道人的见证。他是中国中部一处家庭教会的负责人，1983年下旬被捕，监禁了24天。他说所有不愿加入三自会的人都被公安视为是“呼喊派”，戴上反革命的帽子。他被强迫接受再教育，并且要求要答应几个条件之后才予释放：不准加入“呼喊派”，不准有基督徒聚会，不准传福音，不准读国外进来的书报。中国基督教研究中心的赵天恩推测，三自可能想用唐守临和任锺祥的书，“将李常受的团体从其他基督徒中间孤立出来，此举可能会奏效”。但在执行上，判断谁属呼喊派的准则模糊不清，很大程度在于地方公安人员的主观判定。
同年12 月，镇压擴大至浙江、河南及福建以外地區。1983年12月1日，广州市两会发出〈关于取缔反动组织“呼喊派”的通告〉，当月随即有十多名基督徒被捕，其中包括了一般家庭教会的负责人。1984年1月起，北京市两会、广西、山东等全国各省市两会亦相继召开会议，継续揭发并批判李常受的异端邪说对教会的破坏，拥护政府取缔“反革命”组织“呼喊派”，举行学习班，控诉并批判“呼喊派”。

### 結果与影响
根据官方的報導，1983年底，各地公安机关依法处理“呼喊派”骨干分子数百名，依法取缔大批非法活动点，会同有关部门对受蒙骗的群众做了大量的宣传教育工作。声称“通过打击，基本摧垮了‘呼喊派’的组织体系，有效遏制了该组织的发展蔓延。” 1987年，“呼喊派”在河南、浙江、福建等地有恢复活动的情况，政府再次开展查禁取缔工作，进行集中打击行动，打击少数为首分子，教育争取群众。在政府开展对“呼喊派”的取缔工作后，“呼喊派”组织发展逐渐停止。
自1982年的北京会议起，两会开始全面执行“三定”政策，制订省县“爱国公约”，以及全面打击以“呼喊派”为首的家庭教会的发展，以期控制全国性出现的“基督教热”。 由于當時不少家庭教会信徒（主要小群（聚会处）信徒），接受由海外传入的李常受的书籍和录音带。因着他们在全国各地急速地发展，成为抗拒三自的家庭教会中最具代表性的群体，也自然成了政府与三自会打击的首要对象。而1982年二至八月间发生的“东阳义乌事件”，揭示出家庭教会与三自之间的严重矛盾。尽管无法确实究竟有那些家庭教会的基督徒是事件的主要参与者或受害者，但事件正好被三自会用来描絵成一场“在宗教外衣掩盖下”的“反革命”破坏犯罪活动，进而由政府展开对“呼喊派”的打击，不久扩大为全国性的大规模镇压。“普世社会科学研究网”刊载了一篇论到地方教会历史的文章，指出八十年初地方教会被标为“呼喊派”，是因为在当时的国际形势与国内宗教政治背景下，中共极需要树立一个海外渗透反动异端的典型。那些获得从海外进入国内的李常受书刊並接受其职事的小群（聚会处）信徒，正好作为反面教材，被定性为“呼喊派”而被打压。事件发展虽然有其历史的客观必然性，但地方教会却很无辜。

### 西方对打压呼喊派的反应
1983年秋起，“呼喊派”受逼迫的消息传到美国后，引起国会议员们的注意。 1983年11月17日，美国众议员Don Sundquist、Mark D. Siljander、Christopher H. Smith、Thomas J. Tauke四人联名写信给中国驻美大使章文晋，对12月将有两位基督徒在上海被处决一事表达关切，信中并说：
我们还接到报告说，所有被称为“呼喊派”的牧师都被监禁，还有很多家庭教会的领导人被逮捕， 甚至在有些地区家庭教会被定为违法。……我们因成千上万的基督徒被当成罪犯对待感到不安，希望看到这种情况得到纠正。
同年11月23日美国参议员Mark Hatfield也致信章文晋，信中响应前述众议员所关切的问题，他表示，“我最感兴趣的是您可否提供有关“呼喊派”牧师被囚的任何信息，还有许多家庭教会领导人被捕的事。”
章文晋于12月7日回文表示，“有关大批基督徒被逮捕之事，尤其是上海两位基督徒即将被处决一事，全属虚构无稽之事。中国宪法保护宗教信仰自由，所有国家也有打击犯罪的权利。中国政府近日以来是为了保护人民维护社会安定而打击犯罪。被逮捕的罪犯之中也许有人有宗教信仰，但是他们被捕无关其宗教信仰，纯属犯罪问题“。
1984年4月华盛顿时报报导，国际基督徒人权协会（Christian Response International）主任（Jeffrey A. Collins）在一个记者会上表示，协会“从去年9月起就持续关注中共政府以‘清除精神污染’之名打击犯罪，因为有许多基督徒在这批扫荡中被拖下水，尤其是那些未登记的家庭教会的成员。其中，一个被称为‘呼喊派’的灵恩团体成员受到的打击最大”。 
美国的“人权观察协会”（Human Rights Watch） 在一份报告中,详细描述了1983至84年间中国政府如何用“呼喊派”之名打压、羞辱、拘禁河南省基督徒团体之带领人。在鲁山县，13个地方教会的领头人先被拘禁，后在数千人的聚集中，被公众羞辱、受审、正式逮捕，再加上三天的游行示众，以达“杀一儆百”的果效。 一年之后（1984年7月），9个地方教会的领头人在一个五千人的大会上被公开羞辱，并被判刑15至16年。同样，在宝丰县，5个地方教会的带领人被判刑8至15年，叶县的5个带领人被判刑8至15年不等。这份报告也提到，据说基督教协主席丁光训曾说，在中国因“呼喊派”之名被捕的约有2000人，不过这个消息无法被人权观察协会证实。
1984年5月，美国国会参、众两院同时通过决议，“对中华人民共和国表达美国对宗教自由的重视且将持续关注，强烈呼吁中国释放5位被囚的天主教神父和多位因宗教活动被监禁的基督教牧师和信徒”。
这些往来信件和报道证实了在严打和清除精神污染运动之际，中国政府采取高压手段打击所谓犯罪分子时，也把一些基督徒团体包括在内。在打击期间，地方执法官员不但将藏有或阅读李常受书报的基督徒视为“呼喊派”而拘捕。众多官方文件，如公安局、人民检察院的公告，以及法院的判决书皆显示，单只拒绝加入三自会，就有指为“呼喊派”或“反革命”的可能。许多文件中官方判刑的罪名是：不加入三自会、私自发展家庭教会、以及藏有三自会以外出版的书籍和圣经为罪证。换言之，打击期间“呼喊派”的罪名适用于全国大多数没有加入三自会的家庭教会。虽然政府指控“呼喊派”为破坏社会秩序的犯罪分子，但据上海社会科学院一份经实地调查后，于1984年完成的内部报告表示，浙江省萧山县有基督徒六万三千人，当中九成半以上参加“小群”教会。虽然他们反对加入三自会，但在各方面都表现出是爱国守法的公民。反之，该县某区九个乡在1983年全年受打击的刑事犯罪分子，和有较轻罪行给予守法教育的人中，却没有一个是基督徒。這些报告無疑否定官方和三自会的指控，令人质疑打击的合理性，不过是以“破坏社会秩序”为名，打击三自会外的宗教发展。

## 社会转型、失序现象（1983－1995）
就在中国政府向着家庭教会打压“呼喊派”行动以后，随即衍生出全国性的“邪教”现象。其中最严重的，就是基督徒人数最多的河南省。中国人民公安大学张纯琍教授主持的当代邪教专项研究显示，每当中国社会经历巨变，就会出现邪教现象。张指出，在中华人民共和国成立前夕（1950年前后），“旧政权濒临崩溃，新生政权尚未在全国建立，以会道门秘密结社形式的破坏活动异常活跃，频频发动武装暴动”。同样，七十年代末、八十年代初，中国进入改革开放，也是一个社会转型期。整个社会经历“全方位的变革，中国的邪教问题由过去的隐性问题，逐渐转变成为显性问题。由过去的局部、个别现象，急剧发展成为具有显著破坏力的较为普遍现象”。改革开放后，在市场经济下，很多“当代的邪教”在中国内地出现，而且伴随着社会开放与宗教发展，这些邪教活动也迅速发展。邪教组织之所以活跃，“常常发生于社会失序的环境中，而腐败则是社会失序的集中体现”。“腐败与邪教生存有密切联系。腐败为邪教的产生和蔓延提供了土壤”，“腐败造成信任危机，使政权的合法性、合理性受到质疑”，腐败也引发有宗教信仰群众的“信仰危机”。这是打压“呼喊派”后之“邪教”现象的社会因素。
除了社会一面的因素外，在宗教一面，政府新時期宗教自由政策，只给人们有心里相信的自由，并没有公开传教的自由。教会要传福音必须隐密进行，因而失去与其他教会彼此交流、互动的机会。高压之下的封闭环境，成了滋生异端的温床。不但如此，在中国的一些地区，尤其是在农村，长期缺少圣经和其他基督教著作等正统的圣经教导。许多证据显示，在打压“呼喊派”期间，不仅是李常受的著作，只要不是三自会的出版的圣经和书籍，就当成“呼喊派”宣传品没收充公。过去海外输入的圣经、属灵书籍、录音带和录音机等，多在被抄家时被没收并銷毁。影响更甚的是，在1983年夏至1984年底的打压呼喊派运动中，无论是否与“呼喊派”有关的家庭教会，均遭受文革以来最严厉的打击。教会内的年长、信仰基础扎实的基督徒或负责的领袖被逮捕到所剩无几，留下大群无人带领的初信者和许多对教会事务缺乏实务经验的人。有些家庭教会停止聚会或解散，有些则向三自会屈服登记，另有多数坚持不登记，将聚会化整为零，转为地下活动，变得更加隐蔽，並与三自更趋敌对。还有许多信徒和游行传道人四处逃亡，随走随传。这些结果一面使基督信仰在国內更广泛地传播到更远的省分，基督徒人数更为增长；但另一面，如普世科学研究网所言，因着有经验的传道人、教会领袖被关，圣经及属灵书籍严重缺乏，宗教活动被迫变得更隐蔽和封闭，种种因素使的宗教成为滋生“异端邪教”的温床，埋下了自80年代末起到90年代，中国各省出现各种新兴的“异端邪教”教派的伏线。
就是在这样的社会转型、混乱失序之中，加上政府实施“严打”政策，各种邪教组织就在中国纷纷出现，发展快速。鉴于此种现象，中国政府将打压呼喊派上升成打压邪教组织，于1995年11月中国国务院和中共中央委员会共同发布了一份《公安部门关于查禁取缔“呼喊派”等邪教组织的情况及工作意见的通知》（厅字[1995]50号）。这是中国政府首次发布关于“邪教组织”的通知。
国务院办公厅50号文件所列出的六个“邪教组织”，除“呼喊派”外，另有门徒会，全范围教会，灵灵教，新约教会，和观音法门。这些组织全是在1980到1993年间，也就是张教授所指的社会转型、失序期间出现或进入中国的，这些邪教组织的创始人之所以能够吸引大批群众，是因为“信任危机使人与当代邪教产生共鸣，人们不自觉地把目光从传统和正统影响转向非正统或非主流力量”。其中门徒会，全范围教会，灵灵教这三个本土自产的邪教，都是由农民创始或从农村起家的。以徐永泽为例，他原先与“呼喊派”有联系，后来于1984年自己在河南平顶山市创立“全范围教会”。平顶山市下辖的一个县是鲁山。据Tony Lambert 记载，河南鲁山县自1980年起开始经历属灵大复兴，在1987年6月人口普查时，光鲁山一个县就有十万的基督徒，（不过宗教局起先只愿意记录二万七千已受浸的人，后来同意记录五万人）。不论五万或十万，都证实当时相信基督教的人数众多，而且大多数的基督徒都是在农村的新信徒，没有太多知识。政府用“严打”拘禁大量家庭教会带领人，新信徒在没有人带领之下，很容易就接受、跟随其他组织。这三个本土自产的邪教组织发展极为迅速。门徒会在6年之内组织活动已涉及14个省，全范围教会在7年之内涉及15个省，灵灵教在7年之内遍及13个省。这种发展状况也支持上述张纯琍教授的观察。由于这些组织急剧发展，中国政府于1995年明文将其定为“邪教组织”，重申铲除之心。
“呼喊派”是中国新时期政教发展上，首个被官方判定的“邪教”组织。镇压“呼喊派”的运动后来演变成一连串以打击邪教为名，取缔国内非法宗教团体的全国性反邪教运动。基督教从欧美传入， 传统上，是由教义来判定是否为异端。西方世界的政府、法院并不直接参与教义的判断，而是由教会决定正统与异端的界限。然而在中国，党和政府先从政治方面决定一个团体的属性，再由带有政策执行机构性质的三自会，以邪教之名加以打击。将原本宗教信仰领域的问题，转变成政治和社会领域的问题，是中国政府在处理国内宗教问题的一个独有的治理范式。

## 持续打压“呼喊派”（1995－2003）
1995年又被中共中央办公厅、国务院办公厅转发的公安部内部文件定为邪教组织，继续查禁取缔。
1995年11月发布的50号文件导致了一波打击“呼喊派”的新浪潮。美国人权观察协会（Human Rights Watch）1997年的报告指出，“中国政府限制宗教组织的策略之一，是把一些团体加上邪教标签，意即这些团体不是官方认可的五大宗教产生出来的合法组织。在1996年4月至8月之间公布的公安局通告显示，中央政府已授权公安局对农村里的邪教进行镇压。通告里特别提到一个基督教团体，‘反革命’ 的呼喊派。”美国人权观察报告证实在当时的中国农村地区，各种宗教团体兴起而且发展极为迅速，引起政府的紧张。文中说：“据一份中国政府内部文件估计，邪教的群众总数达五十万人，遍布各省、市及自治区，主张采取严厉措施压制。……尤其是在农村地区，党的统治薄弱，所以需要倡导‘先夺取教会权力，再接管政治权力’”。
根据基督教作家David Aikman的报告，1998年8月22日，河南省家庭教会的带领人士发表联合声明，呼吁政府“无条件释放所有目前在劳改营里的家庭教会基督徒。这些家庭教会包括长老会（相信一次得救永远得救）、灵恩派教会、地方教会（被错误地称为‘呼喊派’） 、生命之道教会（或称全福音教会）、小群教会（亦被称「老」地方教会）、五旬节教会、不参加三自的路德会、及浸信会。”这份声明证实政府在1995年以后对“呼喊派”持续地打压，河南省的家庭教会也不同意政府把地方教会错误地称为“呼喊派”。
美国国务院于1999年9月9日发布的“国际宗教自由情况”年度报告中说，“中国政府继续贯策1994年通过的一个全国运动，要求所有礼拜场所都要向宗教局登记并接受三自爱国运动会监督”。该报告说，“警方继续努力停止一个名为‘呼喊派’的地下福音派团体，这团体是1949年之前就存在的一个华人自创的基督教团体的分支，一直被官方视为反政府、反革命。从80年代初开始，政府就一再拘留、罚款并监禁其成员”。从这份年度报告可以看出，美国政府将逼迫呼喊派视为逼迫地方教会，一个福音派基督教团体。
1999年10月30日，中国全国人大常务委员会通过了一个查禁邪教组织的法案，立法严惩邪教活动，重申对付邪教的决心。事件的起因是法轮功的“425上访事件”。1999年4月25日，超过一万名以上的法轮功成员集体到北京申诉，引起了北京当局极大的不安。同年6月10日中国政府成立“610办公室”（以日期为名），主责协调各机关调查镇压法轮功的活动，并于7月22日由公安部“认定法轮大法研究会及其操纵的法轮功组织为非法组织，决定予以取缔”。尽管由李洪志于1992年创始的法轮功，受到政府密切的注意，甚至设立专属机构处理，但一直到2014年才正式登上邪教名单，并一跃成为中国反邪教协会网站 (http://www.chinafxj.cn)上邪教组织的榜首。法轮功虽然刚开始不在邪教名单之上，但受到的打压并没有因此而减少。
据学者Edward Irons的整理，中国官方历年发布不少关于邪教的通知，但是总括起来的邪教名单有三份，分别是1995年的厅字[1995]50号，2000年的公通字[2000]39号，以及2014年（见凯风网 http://www.kaiwind.com/news/info/201406/03/t20140603_1662703.shtml）。%5B%5D1995年列出的邪教组织有6个，分别是：呼喊派，门徒会，全范围教会，灵灵教，新约教会，和观音法门。2000年的邪教名单扩增到14个。除了前述6个之外，新增了主神教、被立王、统一教、三班仆人派、灵仙真佛宗、天父的儿女、达米宣教会、和世界以利亚福音宣教会等8个组织。“呼喊派”在这份名单里列居首位。2014年《凯风网》上中国反邪教协会的名单列了20个邪教团体，主要的11个团体详细说明了首领名字及发展过程，次要的9个只提了名字。呼喊派”仍在这份名单上，但位列第三。
美国国务院每年都会就国际宗教自由情况发布年度报告，2006年的年度报告里表示："中国政府对于被其归入‘邪教’的团体，特别是一些规模较小的基督教派别，继续它的压制手段”。2011年的年度报告指出，“中国宪法提供人民宗教自由，然而只保障‘正常宗教活动’。政府使用‘正常宗教活动’一词的方式与国际人权对宗教自由的标准不符。中国宪法并没有清楚定义何为‘正常’活动”。此外中国政府还是将“呼喊派”继续列为“邪教”组织，“这种指称既没有公共的确定标准，也没有程序可以质疑”。

## “呼喊派”与李常受和地方教会关系之变化（2003－2017）
1983年打击时，所有在中国阅读李常受书报的基督徒和教会都被当作“呼喊派”拘捕囚禁。1995年政府公布的邪教组织名单中，“呼喊派”仍列第一，李常受和地方教会也仍与“呼喊派”紧密相连。然而在西方，越来越多的基督教学者肯定李常受和地方教会对基督徒与社会的贡献。随着时代的发展和交流，中国官方和三自会也逐步在修正对李常受和地方教会的看法。虽然“呼喊派”仍是政府明文取缔的邪教，但李常受的职事和地方教会却逐渐脱离“呼喊派”的标签。
2003年的《人权杂志》报导，美国政府持续表达对“呼喊派” 的关切。2003年4月3日美国驻华大使雷德（Clark Randt）在与中国国宗局局长叶小文会面时，特别询问有关“基督教地方教会呼喊派”的事。叶局长回答说：“‘呼喊派’根本不是什么‘基督教的地方教会’，而是一种从事严重犯罪活动的非法组织。......由于‘呼喊派’歪曲圣经，严重犯罪，中国的基督教人士都认为它是‘异端’，称‘呼喊派’头目李常受为‘羊群中的狼’。对‘呼喊派’的违法犯罪行为，司法部门当然也要依法制止”。
雷德大使的问题说出在西方社会，地方教会（也被称为呼喊派）被认为是正统基督教团体，而叶局长的回答则显示出，在中国，“呼喊派”是反动、非法的组织，需要依法打压，并指李常受仍被视为是“呼喊派”的头目。在政治上“呼喊派”是违法的，在宗教上，照着八十年代三自会发出的《教材》，也就是唐守临、任钟祥的《坚决抵制李常受的异端邪说》小册，呼喊派是基督教的“异端”。

然而，2004年，中国最大的基督教刊物《天风》杂志在第9期中，代刊了一篇由蔡凌云、区应毓所写，向“小群”（聚会处）致歉的道歉启事：
“2003年9月，四川人民出版社出版了我们合著的《异端与邪教》一书。我们本想通过该书提醒人们对异端邪教要高度警惕，不要陷入其所设立的网罗，而使自己的生命和财产遭受损害。但由于我们的疏忽和不够严谨，在选材和编排上出现了错误，将原真耶稣教会列入异端邪教，对原‘小群’（聚会处）也存在不正确的表述。今年年初，当我们发现此问题后，就同出版社和发行单位磋商，停止了该书的发行，并回收和封存了大部分书籍，但有极少部分流入了社会。目前我们仍在和出版社、发行商进一步回收此书。
该书的出版发行，给有上述原宗派信仰背景信徒的宗教情感造成了伤害。在此，借《天风》一角表示我们诚挚的歉意。(注：《异端与邪教》为蔡凌云、区应毓合著)。” （第55页，晓望编辑）
这份刊登在基督教官方的刊物《天风》上的道歉启事，虽然没有直接提到李常受，但明确表达小群（聚会处）不该被列为异端。

次年（2005年）一月份的《天风》杂志里，在一篇题为“提高信徒辨别异端邪说的能力”的文章中，作者说：
在社会转型期间，各种思潮、观念和学说不断涌现，多元化、全球化难免混杂着消极、颓废的说教，对中国教会构成一定的冲击和影响，更有一些貌似宗教、实为邪教并打着基督教旗号的垃圾污染着中国基督教的神圣性。它们如同瘟疫，严重地扰乱了社会的正常秩序。其中有灵灵教的华雪和，自称是今天的‘耶和华神’；有自称‘被立’的吴扬明；有自称为‘接续基督作救主’的门徒派的许三赎；还有‘使徒派’的左坤及东方闪电的‘女基督’等等。
值得注意的是，在作者点名中国当前的异端邪教示，竟没有提到向来常见的“呼喊派”，或是李常受和地方教会。
2005年7月26日下午4时，台湾地方教会（聚会所）的三位基督徒到南京拜会了当时的三自会主席丁光训。根据此次谈话结束后，丁主教办公室所发送的谈话纪录显示，丁对地方教会的看法已有转变，谈话记录摘录如下：

“听了三位的介绍，对我来说很新，你们在我身上会发现许多我的无知。我非常愿意学习这些年中聚会所走过的路。你们是代表一种中国的基督教。最近几年来，我和同事去访问中国的基层教会，教会弟兄姊妹的接待让我感到‘这也是基督教’，这句话很简单，但很有力量。所以我们没有权利去评判，以为只有自己才是基督教。你们令我感动，因为你们带来的也是基督教。我们应该欢迎并且了解，今天下午你们就是讲你们的观点：你们是爱国的，是反‘台独’的，对于传福音是和大陆教会同样重视，并不是代表着另一种基督教。听了你们的谈话，应该承认我们是一体的。在这许多年中我们是分开的，但耶稣基督的福音借着你们在台湾和世界各地传开，是奉着基督的名做的。在大陆我们基督教需要再教育，因为我们是盲目的，也有骄傲的感觉。因为大陆信主的人，多以老大哥自居。你们是否对于和大陆弟兄姊妹的交流带着很大的期望，我相信他们是很愿意听的。”
“我也非常赞同，很多时候是容易造成误解。误解积累存在很久了，清除误解就会有大量的工作需要做。……我可以肯定宗教干部若干年前对宗教有错误的看法，对李常受等人也有不正确的看法。……今天是个很好的机会，我希望以后不但在南京，也有许多别的机会来回顾、悔改和交流，应该很有价值。你们几位代表的也是基督教。我们容易把陌生的东西看成是错误的东西，自然而然产生一种习惯。我们一定要改变，我们应该在《天风》上发表文章来说明。现在共产党员多次表态他们对宗教（过去）的看法是不对的，现在对了，对此我们非常欢迎。我们都相信同一位主，在我们内部容易交流，但一定要有人发起带头。……可能你们心里还有要求和想法在这里提出，你们还可以通过写信和其他途径来开始使我们有很好的交流。”

从《天风》2004年的声明与这份谈话记录显示，李常受和地方教会（小群，聚会处）已逐渐被三自会或丁主教视为基督教。不但如此，丁主教也坦承“宗教干部若干年前对宗教有错误的看法，对李常受也有不正确的看法”。他希望以后“有机会回顾、悔改和交流”。
在西方基督教界里，李氏持续获得美国几个受人尊敬的学者和学术机构肯定。全球最大的跨宗派神学院之一的富勒神学院（Fuller Theological Seminary）资深教员小组，在与地方教会和水流职事站代表（水流职事站乃李常受、倪柝声专属的出版社）历时二年的对话之后，于2006年1月15日发表他们的结论说：

地方教会及其成员的教训于实行，在每一基本面，均体现出纯正、合乎历史、并合于圣经的基督徒信仰。 ……
我们发现，某些圈子的人对倪柝声与李常受教训之理解，与两人著作中的实际教训，有极大的差异。特别是李常受的教训，受到明显的曲解，以致常为一般基督徒大众，特别是那些自称福音派的基督徒所误解。当我们公正地以圣经和教会历史的角度，来查验这些有争议的教训时，我们每次都发现，这些教训具有重要的圣经与历史根据。因此，我们相信，它们值得整个基督的身体，加以关注并考量。

全球最大并且最受推崇的护教机构─基督教研究院（Christian Research Institute），在经过长达六年的研究，读过多本水流职事站出版品并实地走访三大洲地方召会后，于2009年的《基督教研究院学报》中以“我们错了”为封面标题，发表了一系列的文章，举证说明地方教会的神学和实行是正统的，且遭受极大的误解。结论中说，在中国“地方教会要在二十一世纪乃至更远，在捍卫正统教训并开展福音的事上，扮演重要的角色”。

此外，倪柝声和李常受的属灵贡献两度获得美国国会议员表彰。2009年7月30日新泽西众议员史密斯（Christopher H. Smith）在国会中肯定倪柝声的成就。他说：
我今日起立发言，以肯定中国基督教界一位伟大先驱一倪柝声其浩瀚的属灵成就。倪氏虽已逝世30多年，但他的为人和事工仍然持续影响着中国上百万的更正教基督徒。如今中国境外有超过三千处的教会，包括美国国内的几百处，都将倪柝声视为他们属灵和神学的创始人之一。……中国有一亿以上的基督徒，其中有数百万基督徒认为自己是倪柝声的属灵后代。另有几百万基督徒因倪柝声对全球基督教的贡献（他是第一位对西方基督徒具有影响力的中国基督徒），和他对全球属灵文化的贡献为荣。
2014年4月9日，宾州众议员皮兹（Joseph R. Pitts）在美国国会中向李常受致敬。他说：
今天本人要进而向倪柝声最亲密的同工李常受致敬。……自六〇年代初起，地方教会在李氏的职事下，于北美、南美、欧洲和非洲皆有显著扩展。……在中国，从倪、李职事得着属灵滋养和供应的，有近两百万信徒、数千处地方教会。……今天倪柝声仍被标为“危险的反革命分子”，李常受也被官方列为“邪教头目”。……中国非但不该诋毁两位忠信神仆的名声，反该将倪、李视为华人之光；二人所传之道及其对群羊的带领与政治无涉，而其杰出的影响却已超越华语世界。……但愿中国政府转而与我们一同称扬倪柝声和李常受对全世界信徒所作的贡献。
众议员皮兹呼吁中国政府称扬倪柝声和李常受对全世界信徒所作的贡献後，似乎修正了一些中国政教关系学者，以及中國政府对李常受的看法。这可见于：在《体制教会与自由教会》（2017）一书中，中国政教关系学者王艾明指出“就中国的政教关系而言，我们要澄清围绕着倪柝声、李常受和召会（又称，小群教会Little Flock，或地方教会Local Church）的三种误读，从而要做出相应的切割。可以说，甚至在很大的范围和程度上，这三种误解正在演绎成谎言和诽谤，并最终危及这一特殊的基督徒群体的声誉和基本权利。”第一种误读是：倪柝声和李常受是地方教会的神、主和崇拜核心，因此，是基督教世界中的异端。根据西方福音派神学院和异端邪教运动在2000年代的研究，王艾明认同地方教会的教导与实践，在每个方面都体现中，都真正且合乎历史与基于圣经的基督教信仰。地方教会并不是异端教派，乃属于正统。其次的误读是地方教会内部最重要和最隐秘的部分就是呼喊派，因此，是法律层面和社会学层面的邪教。王艾明引证，晚年的李常受意识到自己的名号和著作在中国大陆被一批违法犯罪集团冒用，多次公开明确反对一切形式的非法团体打着地方教会和他本人的旗号。王艾明总结地方教会不是政治性组织或团体，因此，也不是任何类型的邪教。
2017年9月中国反邪教协会网站（www.chinafxj.cn）发布的“高度警惕危害公众的各种邪教”的邪教名单中，虽然仍可见“呼喊派”名列第三。但相较于其他邪教组织，如法轮功（李洪志）、全能神（赵维山）、门徒会（季三保）、统一教（文鲜明）等等，唯独“呼喊派”没有列出头目名字，并没有再如过往一般把李常受称为「呼喊派的头目」。
从文革末期基督教大复兴，成千上万的人成为基督徒，各地家庭教会纷纷兴起，到1980年三自复会，为了积极发展与各地家庭教会屡生冲突。在东阳和义乌发生的事件，导致了长达30余年的打压“呼喊派”运动。经过30余年后，中国政府似乎开始修正了对李常受和地方教会的看法，不再把「呼喊派」视为李常受在海外所带领并发展的地方教会。

## 词语释意
李常受在海外领导“召会”以后，采用“呼求主名”、“祷读”等“操练、释放灵”的方式，被反对者蔑称为“呼喊派”。中共政府在不公开的内部文件中，接受唐守临、任钟祥的说法，认定李常受是“呼喊派”创建者，执法部门把《圣经恢复本》及其注释版、《晨兴圣言》以及《生命读经》等李常受著作等召会出版物定为邪教类违禁出版物并在执法中以其为识别“呼喊派”的部分依据。
许多召会人士均不承认召会与“呼喊派”概念的相关性，部分召会人士辩称“呼喊派”只是对“常受主派”（实际由召会衍生）等邪教组织的统称，而且召会人士自认为并无有关文件所说的那些严重破坏社会秩序的行为。
在聚会中有类似集体重复“呼喊”现象的部分中国家庭教会（“召会”人士也不承认自己的组织属于“家庭教会”概念）和灵恩派团体，有时也被外界错误地称作“呼喊派”。

## 事實
1970年代早期，美國專門研究異端與邪教的基督教研究所將當時由李常受所帶領的地方召會定為邪教。
2009年12月份，基督教研究所這個曾經是在美國最反對地方召會的機構，在發現自己造成的錯誤後，極力盡己之力，彌補自己為地方召會造成的傷害。基督教研究所針對李常受所帶領的地方召會運動進行了一項為時六年的研究，該研究成果以整刊62頁的專文發表於基督教研究期刊（The Christian Research Journal），標題為「我們錯了 We Were Wrong !」基督教研究院院長漢尼葛夫在此研究專刊中結尾表示：「或許沒有什麼話比"我錯了"更難啟齒。然而，對一個恪守"真理至上"的事工而言，願意道出此語不是可有可無的選擇，而是"基本的要求"。」院長漢尼葛夫並作出以下結論：「地方召會不是邪教，乃是一個真實、正統的新約基督教會。
2013年5月23日，金陵协和神学院教授王艾明博士在《自治：中国基督教唯一合理的教制设计》一文认为，“呼喊派”及其变种组织是在中国大陆打着地方教会和李常受本人旗号的一批违法犯罪集团，而李常受则被这类非法团体冒用为教主。
2013年8月27日，新北市新店區召会长老欧阳家立（多次担任台湾基督教教牧参访团团长）在两岸基督教论坛上代表地方教会正式发表声明：召会不是“呼喊派”，全球超过四千处的地方教会都与“呼喊派”无关。2014年6月11日，台北市召会就中国反邪教协会针对山东省招远市之“全能神”邪教份子当众殴打妇人致死事件而将召会视为邪教之一“呼喊派”提出声明：地方召会不是“呼喊派”，李常受没有成立过“呼喊派”。
2014年6月10日，臺灣福音書房發布由負責人吳有成署名的公開聲明，抨擊中國反邪教協會等單位把地方召會及臺灣福音書房與呼喊派連在一起，強調與呼喊派無涉，支持中華人民共和國政府依法取締邪教。

## 衍生教派
按照倪柝声关于“地方教会”的理论和李常受关于“召会”的理论，每个地方教会独立自治, 各自向元首（即“教会/召会”的头，耶稣基督）负责；各地方教会，无论人数多寡，地方大小，一律平等；各地方教会之间只有属灵的关系，没有组织的关系；没有天主教会那样的阶级制度和权力结构，地方教会没有总会，也没有“最高领导人”。作为“神的仆人”李常受的责任就是供应真理和生命。至于各地方教会接受他的教训与否，或接受到什么程度，则完全由那一地的教会自己决定。并且，各地教会照自己所领悟的，负责教导和实行。至于采用什么样的形式、步骤，达到什么样的结果，神的仆人并不参与或干涉。一些有野心及别有用心之人利用部分信徒对圣经认识不足，曲解正统信仰内容或在实行上有了偏差甚至走了极端，从召会分裂出来，衍生出一些异端教派，甚至有不法行为、扰乱社会秩序治安，被官方定为邪教组织，包括：
- 常受主派（常受教）
- 中华大陆行政执事站
- 被立王
  - 派生：主神教
- 全能神教会（又称东方闪电、实际神）
- 门徒会

这些邪教组织的一个共同特征是神化教主；这被认为与李常受的“神成为人（指基督道成肉身）、为使人在生命和性情上、但不在神格上成为神。”的说法相悖。因这些衍生教派与李常受系统召会的渊源，召会相当程度地被牵连。